# Sampa, Ghana

Sampa är en ort i västra Ghana, belägen några kilometer från gränsen till Elfenbenskusten. Den är huvudort för distriktet Jaman North, och folkmängden uppgick till 15 119 invånare vid folkräkningen 2010.